# Avenida Principal de La Castellana
Avenida Principal de La Castellana también escrito como Avenida Principal La Castellana es el nombre que recibe una arteria vial localizada en la parte norte del Municipio Chacao, al este del Distrito Metropolitano de Caracas, al centro norte del país sudamericano de Venezuela, y en territorio bajo la autoridad del Estado Miranda. Debe su nombre al sector donde se ubica La Urbanización La Castellana.

## Descripción
Se trata de una vía que conecta la avenida José Antonio Isturiz con la avenida Los Chaguaramos, la avenida Blandín, la Transversal 2 y la avenida Eugenio Mendoza. En su recorrido también está relacionada con la avenida El Bosque, la calle los Granados, la 1.ª transversal de La Castellana, y la transversal 2 y 7.
A lo largo de su trayecto destacan numerosos puntos de interés como: El Instituto Montecarlo, el Colegio Sinfonía, el Polideportivo Eugenio Mendoza, el Hotel Cayena, el Instituto de Desarrollo Profesional del Contador Público, las embajadas del Reino Unido y Alemania en Caracas, la Torre Bod, la plaza Isabel la Católica, la Torre la Castellana, el Edificio IASA, entre otros.